# Schloss Eisenhammer
Schloss Eisenhammer ist ein neuzeitliches Schloss des 18. Jahrhunderts nördlich von Neuenschmidten, einem Ortsteil der Gemeinde Brachttal im Main-Kinzig-Kreis in Hessen.

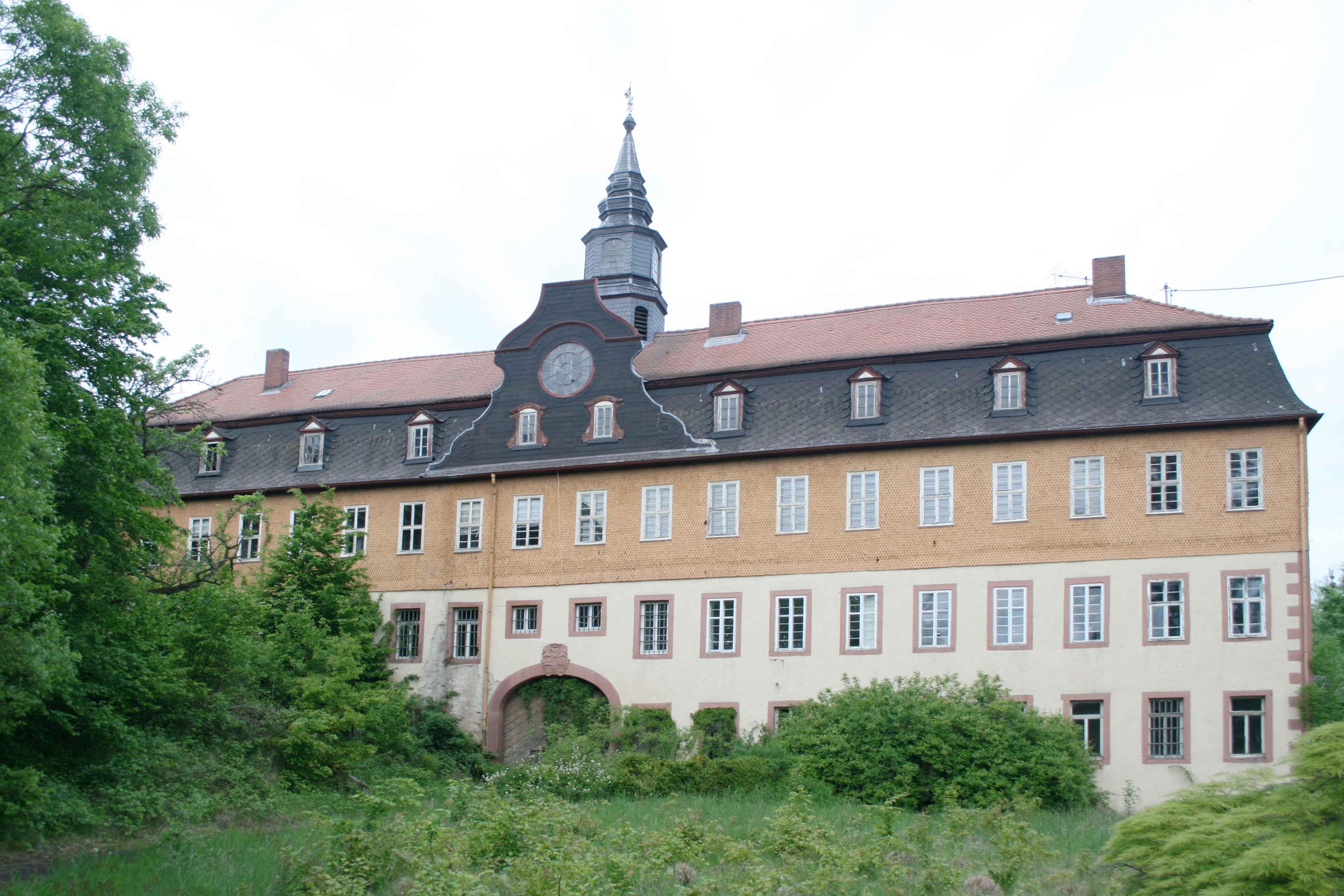
Ansicht des Schlossgebäudes von Süden.

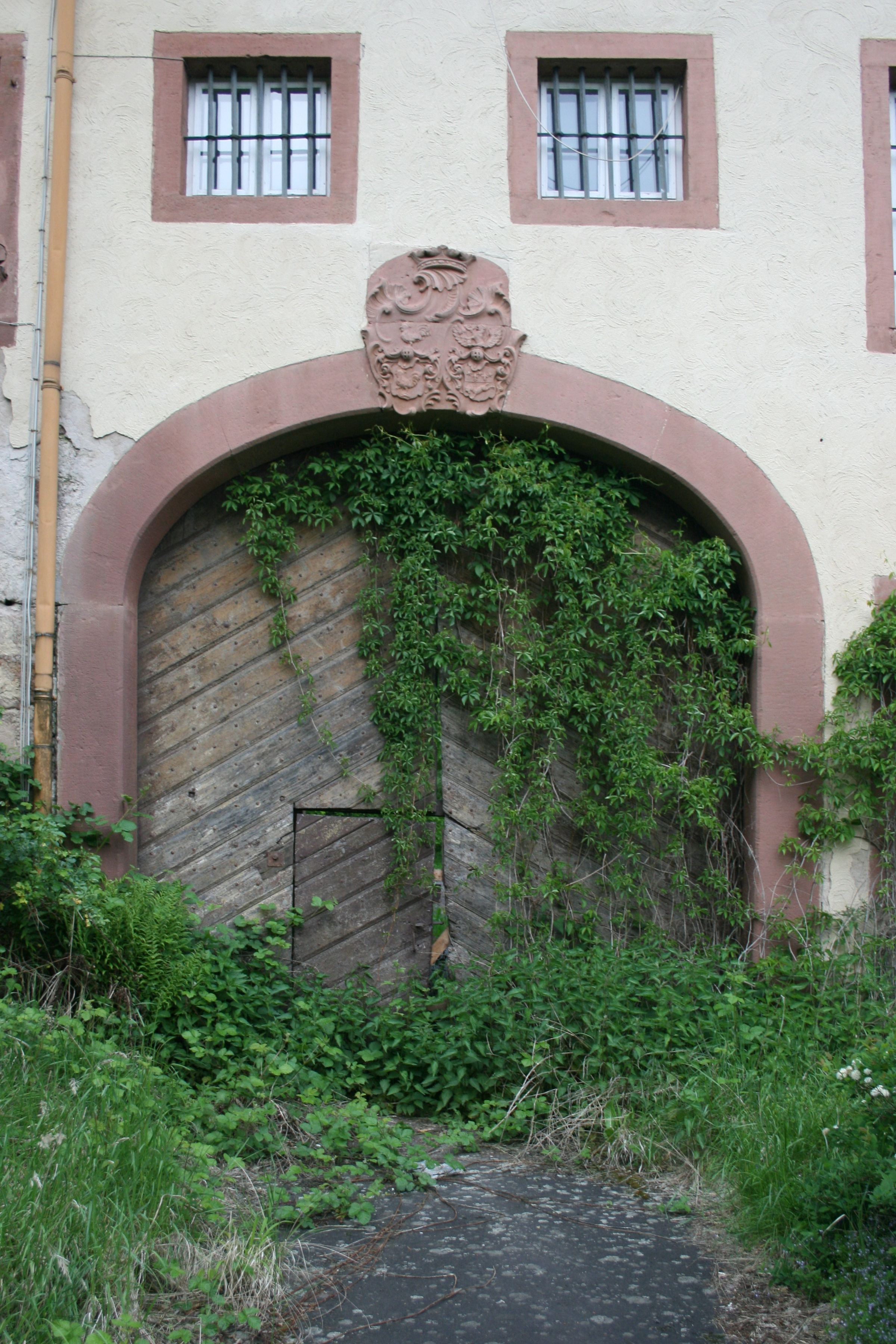
Detail des Portals mit Allianzwappen der Familien von Haan und Rühle von Lilienstern.

## Geschichte
Am Ostrand des Büdinger Waldes und südlich des Vogelsbergs befanden sich schon vor Errichtung des Schlosses ysenburgische Hammerbetriebe. 1707 gründete Gräfin Maria Albertina zu Isenburg-Büdingen den zunächst Neue Schmiede genannten Betrieb bei Neuenschmidten. Das Unternehmen überstieg die finanziellen Möglichkeiten der Grafschaft und wurde deshalb als Arbeitsgemeinschaft gegründet, von denen Isenburg 8/16 hielt. Zum Betrieb gehörten eine eigene Getreidemühle für die Arbeiter, eine Schnapsbrennerei, eine Brauerei mit Ausschank für die Fuhrleute, eine Bäckerei sowie ein Kramladen.
1722/23 wurde der Betrieb vom gräflichen Kammerrat zu Meerholz Johann Wilhelm Schmidt erworben. Er ließ das Schlossgebäude errichten, das für die Zeit ungewöhnlich barocke Formen aufweist. Möglicherweise ließ er auch nur ein bestehendes Gebäude zeitgemäß ausbauen. Die Innenausstattung wurde vermutlich niemals fertiggestellt. Der Betrieb wurde nach Schmidts Tod von seiner Tochter und deren Ehemann bis 1741 weitergeführt, nach Konkurs wurde der Eisenhammer im 18. und frühen 19. Jahrhundert von der Familie Rühle von Lilienstern betrieben.
1835 erwarb Victor von Isenburg-Birstein die Anlage. 1855 kaufte Buderus den Eisenhammer für 52.000 fl., legte das Werk allerdings schon 1859 still, weil es gegenüber den Anlagen an Ruhr, Lahn und Sieg nicht konkurrenzfähig war. Ferdinand Maximilian von Isenburg-Wächtersbach kaufte die Anlage 1875 zurück. Zehn Jahre später, 1885 setzte Max Roessler, der damalige Direktor der Waechtersbacher Keramik im benachbarten Schlierbach durch, dass der Eisenhammer als Sägewerk eingerichtet wurde. Zunächst wurden hier Holzkisten zum Verpacken von Steingutprodukten hergestellt. „Bald kamen kombinierte Produkte aus Holz und Keramik, Kleinmöbel, ganze Küchen und Schlafzimmer hinzu“. Eine Möbelfabrik war entstanden. Arbeitete das neue Unternehmen zunächst selbständig, so wurde es 1909 vollständig in die Wächtersbacher Steingutfabrik eingegliedert. Bei den Produkten kam einfaches Holzspielzeug, nach Entwürfen des Münchener Kunstgewerblers Franz Ringer hinzu. Dazu zählen: vielfältig kolorierte Hähne, Hühner, Häschen, Enten, Hunde usw. jeweils auf Brettchen mit 4 Rädern montiert, auch Wagen und Pferde.
Teilweise wurde das Schlossgebäude von der Wächtersbacher Linie Ysenburg auch als Jagdschloss benutzt. Ebenso diente es privaten zu Wohnzwecken. Seit 2012 steht es leer. Im Jahr 2017 wurde das 64.000 Quadratmeter große Gelände verkauft und befindet sich seitdem in Privatbesitz. Die Firma Kühnast Strahlungstechnik GmbH hat zudem im Januar 2017 ihren Sitz auf das Gelände verlegt.

## Anlage
Beim Schloss Eisenhammer handelt es sich um einen breiten, barocken Verwaltungsbau mit 20 Fensterachsen, Mansarddach, mittigem Zwerchhaus und hohem Dachreiter mit mehrfach gestaffelter Haube. Die Mittelachse wird durch die Tordurchfahrt betont, über der in einer Kartusche aus Sandstein Allianzwappen der Familien von Haan und Rühle von Lilienstern angebracht ist. Erd- und erstes Obergeschoss bestehen aus verputztem Sandstein-Mauerwerk, darüber befindet sich verschindeltes Fachwerk. Hofseitig befindet sich eine geschwungene Freitreppe.
Um den Hof gruppieren sich verschiedene Nebengebäude, darunter ein Wohnhaus des frühen 18. Jahrhunderts aus verputztem Fachwerk mit Mansarddach sowie verschiedene Wirtschaftsgebäude des 18. bis 20. Jahrhunderts.
In einem Nebengebäude des Gebäudekomplexes befindet sich ein Wasserkraftwerk eines Brachttaler Unternehmens.
In der Nähe des Schlosses steht eine Tausendjährige Eiche mit einem Brusthöhenumfang von 7,88 m (2014). Diese gehört zu den dicksten Eichen in Deutschland. Standort: 50° 19′ 9,9″ N, 9° 17′ 5,1″ O
Der Rundweg „Wasser von Brachttal“ führt direkt am Schloss vorbei. Die Tausendjährige Eiche ist eine Attraktion des Rundwegs, genauso wie eine in der Nähe des Schlosses befindliche öffentliche Kneippanlage (Standort: 50° 19′ 14,1″ N, 9° 16′ 53,2″ O).